# Micropeza pilifemur
Micropeza pilifemur är en tvåvingeart som beskrevs av Soos 1975. Micropeza pilifemur ingår i släktet Micropeza och familjen skridflugor.
Artens utbredningsområde är Mongoliet. Inga underarter finns listade i Catalogue of Life.